# 宮古カントリークラブ
宮古カントリークラブ（みやこカントリークラブ）は、岩手県宮古市にあるゴルフ場である。

## 概要
1961年（昭和36年）5月29日午後1時39分、岩手県新里村（現・宮古市）二又で林野火災が発生した、31日午後8時まで燃え続け4万ヘクタールが焼失、製炭窯から漏れた火が大火の原因だった。その時、各地から多くの消防団が動員されたが、その中に宮古市の北側の岩泉町の八重樫金十郎がいた。八重樫は旧家の8代目で、酒造業の泉金酒造、燃料を扱う泉金物産、運送業の岩泉自動車などを経営し、盛岡と宮古を結ぶ県北バス会社を設立した。さらに、八幡平と三陸海岸が国立公園の指定を受けると、浄土ヶ浜パークホテルと八幡平観光ホテルを開設した。
八重樫は観光開発に目を向けた、宮古近くには釜石の「三陸カントリー倶楽部」（1965年（昭和40年）開場、設計・野窪拓治、2012年（平成24年）閉鎖）だけである、それも9ホールの全長2,885ヤードの短いコースだった。宮古のゴルファーは、4～5時間かけて盛岡まで遠征していた。八重樫は、18ホールのゴルフ場はどうか、需要はあると思った。
ヘリコプターから見下ろすと、三陸大火の焼け跡が蘇った、、大火から7～8年経過していたが樹木はまだ復活しておらず荒涼としていた。ゴルフ場用地は、海抜100メートル、リアス式海岸の高台にある約33万坪の取得は、約50名の地権者との交渉で順調に進んだ。1970年（昭和45年）、新たなゴルフ場の建設に向けて経営母体「株式会社宮古カントリークラブ」を設立し、代表に八重樫権十郎が就任した。
1972年（昭和47年）11月19日、コース設計は富澤誠造に監修指導を依頼し自社で行い、造成工事を着工し、インコース9ホールが完成、開場された。翌1973年（昭和48年）、アウトコース9ホールが完成し、10ホール規模のゴルフ場が完成した。クラブ会員には、新日本製鐵株式會社、株式会社田老鉱山に勤める人が多いという。

## 所在地
〒027-0097 岩手県宮古市崎山第4地割86-3

## コース情報
- 開場日 - 1972年11月19日
- 設計者 - 自社設計、　監修・富澤 誠造
- 面積 - 1,668,000m2（約50.4万坪）
- コースタイプ - シーサイド コース
- コース - 18ホールズ、パー72、6,825ヤード、コースレート72.7
- フェアウェー - コウライ
- ラフ - ノシバ
- グリーン - 1グリーン、ベント
- ラウンドスタイル - 乗用カート、セルフ
- 練習場 - 25打席230ヤード
- 休場日 - 無休、降雪時はクローズ[1][2]

## クラブ情報
- ハウス面積 - 1,668m2（504,5坪）
- ハウス設計 - 三和建設設計事務所・近藤建設設計事務所
- ハウス施工 - 株式会社 淺沼組[1][2]

## ギャラリー
- コース - [3]
- ハウス - [4]

## 交通アクセス
- 鉄道 - JR 山田線・三陸鉄道 リアス線 - 宮古駅より タクシー利用約20分[5]
- 道路 - 国道106号 - 盛岡駅より 106Km 約150分[5]

## 関連文献
- 『ゴルフ場ガイド 東版』、2006-2007、「宮古カントリークラブ」、東京 ゴルフダイジェスト社、2006年5月
- 『美しい日本のゴルフコース BEAUTIFUL GOLF CULTURE IN JAPAN 日本のゴルフ110年記念 ゴルフは日本の新しい伝統文化である』、ゴルフダイジェスト社「美しい日本のゴルフコース」編纂委員会編、「昭和47年、本州最東端のリアス式海岸に待望のゴルフ場が完成」、東京 ゴルフダイジェスト社、2013年12月